# Automeris windiana
Espèce
Automeris windiana est une espèce de papillon de la famille des Saturniidae.